# Ilya Viktorovich Abayev
Bản mẫu:Eastern Slavic name
Ilya Viktorovich Abayev (tiếng Nga: Илья Викторович Абаев; sinh ngày 2 tháng 8 năm 1981) là một thủ môn bóng đá người Nga thi đấu cho F.K. Rostov.

## Sự nghiệp câu lạc bộ
Anh có màn ra mắt tại Giải bóng đá ngoại hạng Nga năm 2004 cho F.K. Torpedo Moskva.

### Ghi chú

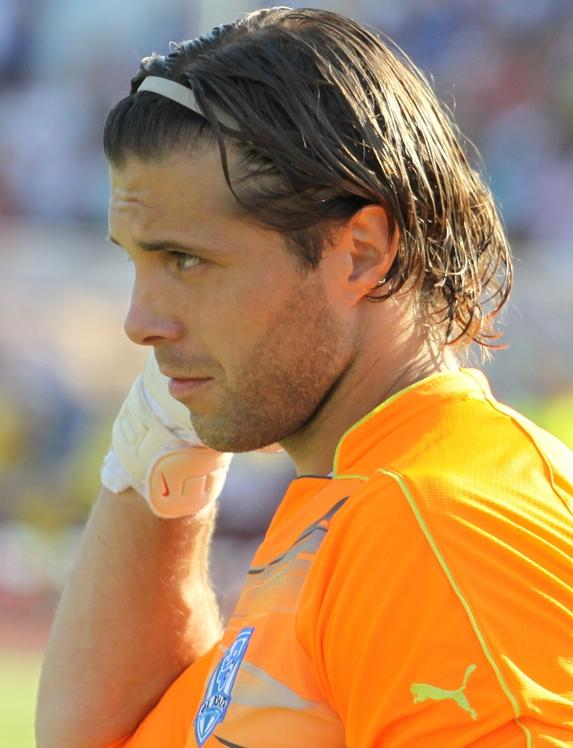
Abayev cùng với Volga NN năm 2011

### Thống kê sự nghiệp
Tính đến 13 tháng 5 năm 2018
| Câu lạc bộ                 | Mùa giải             | Giải vô địch                | Giải vô địch | Giải vô địch | Cúp     | Cúp       | Châu lục | Châu lục  | Khác    | Khác      | Tổng cộng | Tổng cộng |
| Câu lạc bộ                 | Mùa giải             | Hạng đấu                    | Số trận      | Bàn thắng    | Số trận | Bàn thắng | Số trận  | Bàn thắng | Số trận | Bàn thắng | Số trận   | Bàn thắng |
| -------------------------- | -------------------- | --------------------------- | ------------ | ------------ | ------- | --------- | -------- | --------- | ------- | --------- | --------- | --------- |
| F.K. Torpedo-d Moskva      | 1999                 | PFL                         | 4            | 0            | –       | –         | –        | –         | –       | –         | 4         | 0         |
| F.K. Torpedo-d Moskva      | 2000                 | PFL                         | 25           | 0            | –       | –         | –        | –         | –       | –         | 25        | 0         |
| F.K. Torpedo-d Moskva      | Tổng cộng            | Tổng cộng                   | 29           | 0            | 0       | 0         | 0        | 0         | 0       | 0         | 29        | 0         |
| F.K. Torpedo Moskva        | 1999                 | Giải bóng đá ngoại hạng Nga | 0            | 0            | 0       | 0         | –        | –         | –       | –         | 0         | 0         |
| F.K. Torpedo Moskva        | 2000                 | Giải bóng đá ngoại hạng Nga | 0            | 0            | 0       | 0         | 0        | 0         | –       | –         | 0         | 0         |
| F.K. Torpedo Moskva        | 2001                 | Giải bóng đá ngoại hạng Nga | 0            | 0            | 0       | 0         | 0        | 0         | –       | –         | 0         | 0         |
| F.K. Torpedo Moskva        | 2002                 | Giải bóng đá ngoại hạng Nga | 0            | 0            | 0       | 0         | –        | –         | –       | –         | 0         | 0         |
| F.K. Torpedo Moskva        | 2003                 | Giải bóng đá ngoại hạng Nga | 0            | 0            | 0       | 0         | 0        | 0         | 2       | 0         | 2         | 0         |
| F.K. Torpedo Moskva        | 2004                 | Giải bóng đá ngoại hạng Nga | 2            | 0            | 1       | 0         | –        | –         | –       | –         | 3         | 0         |
| F.K. Torpedo Moskva        | 2005                 | Giải bóng đá ngoại hạng Nga | 0            | 0            | 1       | 0         | –        | –         | –       | –         | 1         | 0         |
| F.K. Anzhi Makhachkala     | 2006                 | FNL                         | 39           | 0            | 1       | 0         | –        | –         | –       | –         | 40        | 0         |
| F.K. Anzhi Makhachkala     | 2007                 | FNL                         | 41           | 0            | 0       | 0         | –        | –         | –       | –         | 41        | 0         |
| F.K. Torpedo Moskva        | 2008                 | FNL                         | 35           | 0            | 0       | 0         | –        | –         | –       | –         | 35        | 0         |
| F.K. Torpedo Moskva        | Tổng cộng (2 spells) | Tổng cộng (2 spells)        | 37           | 0            | 2       | 0         | 0        | 0         | 2       | 0         | 41        | 0         |
| F.K. Anzhi Makhachkala     | 2009                 | FNL                         | 37           | 0            | 0       | 0         | –        | –         | –       | –         | 37        | 0         |
| F.K. Anzhi Makhachkala     | 2010                 | Giải bóng đá ngoại hạng Nga | 16           | 0            | 1       | 0         | –        | –         | –       | –         | 17        | 0         |
| F.K. Anzhi Makhachkala     | Tổng cộng (2 spells) | Tổng cộng (2 spells)        | 133          | 0            | 2       | 0         | 0        | 0         | 2       | 0         | 135       | 0         |
| F.K. Volga Nizhny Novgorod | 2011–12              | Giải bóng đá ngoại hạng Nga | 25           | 0            | 1       | 0         | –        | –         | –       | –         | 26        | 0         |
| F.K. Volga Nizhny Novgorod | 2012–13              | Giải bóng đá ngoại hạng Nga | 11           | 0            | 0       | 0         | –        | –         | –       | –         | 11        | 0         |
| F.K. Volga Nizhny Novgorod | 2013–14              | Giải bóng đá ngoại hạng Nga | 3            | 0            | 0       | 0         | –        | –         | –       | –         | 3         | 0         |
| F.K. Volga Nizhny Novgorod | Tổng cộng            | Tổng cộng                   | 39           | 0            | 1       | 0         | 0        | 0         | 2       | 0         | 40        | 0         |
| F.K. Lokomotiv Moskva      | 2013–14              | Giải bóng đá ngoại hạng Nga | 24           | 0            | 0       | 0         | –        | –         | –       | –         | 24        | 0         |
| F.K. Lokomotiv Moskva      | 2014–15              | Giải bóng đá ngoại hạng Nga | 11           | 0            | 2       | 0         | 0        | 0         | –       | –         | 13        | 0         |
| F.K. Lokomotiv Moskva      | 2015–16              | Giải bóng đá ngoại hạng Nga | 0            | 0            | 2       | 0         | 0        | 0         | –       | –         | 2         | 0         |
| F.K. Lokomotiv Moskva      | 2016–17              | Giải bóng đá ngoại hạng Nga | 1            | 0            | 1       | 0         | 0        | 0         | –       | –         | 2         | 0         |
| F.K. Lokomotiv Moskva      | Tổng cộng            | Tổng cộng                   | 36           | 0            | 5       | 0         | 0        | 0         | 0       | 0         | 41        | 0         |
| F.K. Krasnodar             | 2016–17              | Giải bóng đá ngoại hạng Nga | 0            | 0            | –       | –         | –        | –         | –       | –         | 0         | 0         |
| F.K. Rostov                | 2017–18              | Giải bóng đá ngoại hạng Nga | 13           | 0            | 0       | 0         | –        | –         | –       | –         | 13        | 0         |
| Tổng cộng sự nghiệp        | Tổng cộng sự nghiệp  | Tổng cộng sự nghiệp         | 287          | 0            | 10      | 0         | 0        | 0         | 2       | 0         | 299       | 0         |

## Danh hiệu
Lokomotiv Moskva
- Cúp quốc gia Nga: 2014–15, 2016-17